# Giorgio Tombesi
Giorgio Tombesi (Udine, 22 marzo 1926 – Trieste, 3 gennaio 2023) è stato un politico italiano.

## Biografia
Laureato in ingegneria, funzionario pubblico. Fu deputato per la Democrazia Cristiana per due legislature, dal 1976 al 1983.
È morto a Trieste il 3 gennaio 2023 all'età di 96 anni.